# Tarachidia tortricina
Tarachidia tortricina là một loài bướm đêm trong họ Noctuidae.